# 日裔古巴人
日裔古巴人，是指祖先有日本人血統的古巴公民。

## 歷史
在古巴，日本人被稱為Nikkei。日本人移民到古巴有一個值得注意的“高峰”。據估計，在1915年於古巴生活的日本人不到60人。他們在卡梅利納建立了一個農業社區。後來在1916年，又有262名日本人到達。大多數人決定通過收割甘蔗來獲得工作。但是日本人的工作條件很艱苦，有些人回到了日本。一些人到了青年島，那裡有一些家庭建立了水果和蔬菜農場。到1926年，移民到古巴的速度放慢了。
在1941年12月9日日本偷襲珍珠港後，古巴總統巴蒂斯塔聱明向日本宣戰(同時向德國和義大利宣戰)。在12月12日，古巴政府宣佈所有日裔古巴人是{敵人盟友}。大多數日裔古巴人也被逮捕(連同114個德國人和13個義大利人)。在1943年6000個德日義國民被轉移美國看管，有些人在到達後找到新工作如廚師和侍者，戰爭結束後，囚犯並沒有獲釋。最後一批囚犯於1946年3月獲釋。二戰後，一些人前往日本。兩國之間的友誼使婦女能夠建立一個新的社區。在1959年革命和古巴革命期間，越來越多的日本人前往古巴。
現在估計有1,100個日本人生活在古巴，佔人口0.01%。 2008年、日本政府對長期長期爭取日裔古巴人福祉的法蘭西斯科·新一·宫崎骏授予旭日章。